# ほっとスポット
『ほっとスポット』は、1997年3月31日から2007年9月28日まで福島テレビで放送されたインフォマーシャル・番宣番組である。前番組は『FTV道路交通情報』。

## 概要
番組の構成は、女性パーソナリティが一般商品のインフォメーションやイベント（福島テレビの自社イベントも）の告知をするというもので、番組終盤にはその日の夜に福島テレビで放送される番組の宣伝をしていた。土曜日に放送されている『サタデーふくしま』（後の『サタふく』）のインフォマーシャルコーナーを単独番組化したようなものだった。
当初は16時から5分間の再放送があったが、2002年4月の『Lばんテレポート』の枠拡大に伴い終了している。
なお、ほっとスポットのようなインフォメーション・番組宣伝番組のテイストは、後番組の『ハピ☆ネタ!』、そして2011年現在の『スマイルプラス』に受け継がれている。

## 放送時間
- 月曜 - 金曜 11:25 - 11:30 （本放送、1997年4月 - 2007年9月）
- 月曜 - 金曜 16:00 - 16:05 （再放送、1997年4月 - 2002年3月）

## パーソナリティ
田井以前のパーソナリティは日替わりで、女性のみが担当していた。
- 田井麗花（2004年4月 - 降板時期不明）
- 伊藤里奈（登板時期不明 - 2007年9月28日）